# Präludium und Fuge c-Moll BWV 871 (Das Wohltemperierte Klavier, II. Teil)
Präludium und Fuge c-Moll, BWV 871, bilden ein Werkpaar im 2. Teil des Wohltemperierten Klaviers, einer Sammlung von Präludien und Fugen für Tasteninstrumente von Johann Sebastian Bach.

## Präludium
Das Präludium kann einerseits als Tanzsatz betrachtet werden, andererseits als zweistimmige Invention, ähnlich den Inventionen und Sinfonien. Als Tanzsatz steht das Stück den Allemanden in den Suiten Bachs nahe, was auf eine recht langsame Tempowahl hindeutet. Es besteht aus zwei wiederholten Teilen von 12 bzw. 16 Takten und entspricht in dieser Hinsicht genau der 6. Französischen Suite in E-Dur BWV 817, doch fehlt der charakteristische Auftakt in der Oberstimme. Während im ersten Teil durch die Terzparallelen in Takt 5 bis 8 und den Abschluss in der Tonikaparallele Es-Dur ein lieblicher Charakter vorherrscht, führen im zweiten Teil das vermehrte Auftreten von leiterfremden Noten und ungewöhnliche Notensprünge zu vermehrter Expressivität.

## Fuge
Die Fuge enthält 28 Takte, gleich viel wie das Präludium, und steht ebenfalls im -Takt. Obwohl Vierstimmigkeit angekündigt ist, verläuft der Beginn zunächst nur dreistimmig. In Takt 8 erfährt das Thema eine rhythmische Abwandlung. Die Mitte in Takt 14 ist durch die Kadenz nach g-Moll deutlich gekennzeichnet. An dieser Stelle, zu Beginn des zweiten Teils, wartet Bach mit kontrapunktischen Kunstgriffen auf und setzt das Thema fast gleichzeitig in Engführung, Augmentation in der Mittelstimme und Umkehrung in der Unterstimme. Die vierte Stimme erklingt erst in Takt 19 mit dem Basseinsatz. Die harmonische Härte der Querstände in Takt 18 hat Carl Czerny abzumildern versucht: In seiner Ausgabe setzt er zu Beginn des Taktes in der Unterstimme as und des’ statt a und d’, bzw. in der Oberstimme des’’ statt d’’. Was jedoch im vertikalen harmonischen Satz problematisch ist oder erscheint, lässt sich bei Bach meist mühelos aus der linearen Stimmführung erklären.
Nach einer Kadenz in der Tonika c-Moll in Takt 23 folgt eine Coda, mit weiteren Engführungen und mehreren Scheineinsätzen des Themas. Im zweitletzten Takt wird die polyphone Stimmführung aufgegeben, und das Werk endet mit mächtigen Akkorden.